# Megachile punctatissima
Megachile punctatissima är en biart som beskrevs av Maximilian Spinola 1806. Megachile punctatissima ingår i släktet tapetserarbin, och familjen buksamlarbin. Inga underarter finns listade i Catalogue of Life.